# Mikołaj Hohenzollern-Sigmaringen
Mikołaj, książę Rumunii, rum. Nicolae al României (do 1937 ), Nicolae Brana (od 1937 do 1942), Prințul Nicolae de Hohenzollern (od 1942) (ur. 15 sierpnia 1903 w Sinaii, zm. 9 czerwca 1978 w Madrycie) – czwarte dziecko i drugi syn pary królewskiej Ferdynanda I i Marii, książę krwi rumuńskiej gałęzi rodu Hohenzollern-Sigmaringen, regent Rumunii od 1927 do 1930, marszałek lotnictwa rumuńskiego, kawaler Orderu Orła Białego (1922).

## Życiorys

### Czasy monarchii rumuńskiej
Po naukach pobieranych w Rumunii, Eton College i Royal Naval School na Malcie książę Nicolae zaciągnął się ok. 1923 do brytyjskiej Royal Navy. Pasjami jego były morze i sport motorowy, nie polityka, musiał się jej jednak poświęcić po skandalach spowodowanych aferami miłosnymi starszego brata, późniejszego króla Karola II, którego ojciec Ferdynand I zmusił w 1926 do zrzeczenia się następstwa tronu i wyjazdu z kraju.
Po śmierci Ferdynanda w 1927 rozważano przez jakiś czas kandydaturę Mikołaja na króla, ale w końcu powołano na tron małoletniego syna Karola, Michała I, w imieniu którego rządy sprawowała trzyosobowa Rada Regencyjna – ks. Mikołaj, prawosławny patriarcha Rumunii Miron i polityk Konstantyn Sarateanu. 24-letniego Mikołaja polityka nadal nie interesowała, patriarcha Miron wyraził się o „pracy” regencji: „Regencja nie funkcjonuje, bo nie ma głowy. Książę Mikołaj pali papierosy, Sarateanu przegląda książki, a ja jako duchowny staram się utrzymać zgodę”.
W takiej sytuacji książę Mikołaj nie bez westchnienia ulgi powitał nieoczekiwany powrót brata do kraju i objęcie przez niego tronu w 1930, i czynnie współdziałał przy przeprowadzeniu uchwały parlamentu, detronizującej Michała I i powołującej na tron Karola. Początkowo serdeczne (Karol wysłał go w lipcu 1932 do Warszawy z wizytą państwową, podczas której Mikołaj został udekorowany orderem Orła Białego), już parę lat później stosunki między braćmi pogorszyły się, gdyż Mikołaj postanowił poślubić kobietę nierówną stanem i do tego rozwódkę, Joannę Dumitrescu-Doletti (1902–1963). Także z przyczyn politycznych – Mikołaj stanął w opozycji do „dyktatury królewskiej” brata – Karol pozbawił go tytułu książęcego i apanaży w 1937, skasował ustanowiony przez niego jako regenta Order Ferdynanda I i zmusił do emigracji do Szwajcarii, gdzie Mikołaj przybrał nazwisko „Nicolae Brana” (od zamku w Branie). W tych latach odwiedził ojczyznę tylko raz, przyjechawszy na pogrzeb matki w 1938. W 1942 bratanek Michał I, ponownie król Rumunii, nadał mu tytuł „Jego Królewskiej Wysokości księcia Mikołaja de Hohenzollern” (Prințul Nicolae de Hohenzollern), w 1945 podobny tytuł otrzymała także Joanna.
Po śmierci Joanny Mikołaj zawarł związek małżeński z Brazylijką Teresą Lisboa Figueira de Mello (1913–1997). Oba małżeństwa pozostały bezpotomne.
Książę Mikołaj interesował się sportem samochodowym, w latach 30. XX wieku posiadał dwa egzemplarze ekskluzywnego amerykańskiego samochodu marki Dueseneberg Model J, wówczas jednego z najszybszych automobilów na świecie. W 1935 wziął w nim udział w wyścigach 24h Le Mans, uzyskując wynik 38. okrążeń. Zbierał również antyki i pozostawił dużą kolekcję malarstwa, porcelany i sreber.

### Działalność na emigracji
Od 1947 ks. Mikołaj de Hohenzollern przebywał już na stałe na emigracji, mieszkając kolejno we Włoszech, Szwajcarii i Hiszpanii. Początkowo pracował jako instruktor narciarski w Szwajcarii. Brał żywy udział w działalności uchodźców rumuńskich. Założył Rumuńskie Centrum Badań (Centre Roumain des Recherches) we Francji, które otrzymało patronat Akademii Francuskiej, oraz Rumuńską Fundację Kulturalną im. Księżnej Joanny (Fundațiā Culturală Romănă: Prințesa Ioana) w Niemczech. Uczestniczył we wszystkich ważniejszych spotkaniach rumuńskich emigrantów, założył dwa periodyki rumuńskie w Madrycie, wygłaszał liczne przemówienia radiowe, skierowane do ziomków na uchodźstwie i w kraju. Po śmierci księcia całe jego bogate archiwum przekazano do Hoover Institution w Kalifornii, gdzie znajduje się do dzisiaj.

## Odznaczenia
- Łańcuch Orderu Karola I

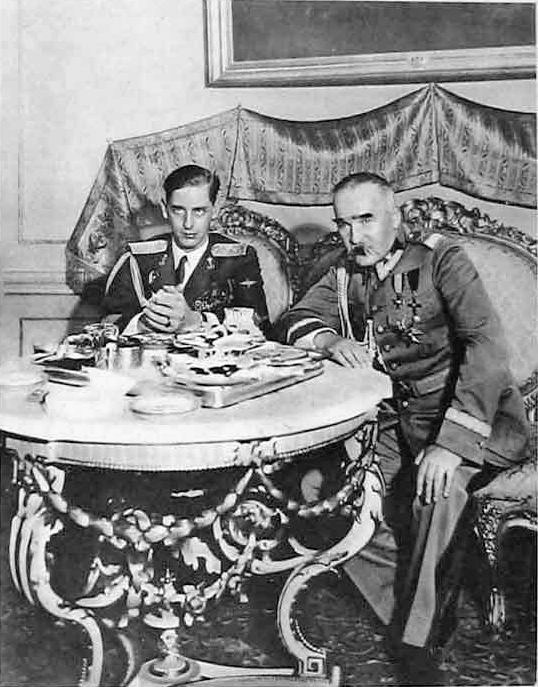
Książę Mikołaj Rumuński i Józef Piłsudski w 1931

- Krzyż Wielki z Łańcuchem Orderu Ferdynanda I (order ustanowiony przez Mikołaja jako regenta)
- Baliw Wielkiego Krzyża Honoru i Dewocji Zakonu Kawalerów Maltańskich
- Wielka Wstęga Orderu Leopolda (Belgia)
- Order Białego Lwa I klasy (Czechosłowacja)
- Krzyż Wielki Legii Honorowej (Francja)
- Krzyż Wielki Orderu Zbawiciela (Grecja)
- Order Orła Białego (Polska)
- Wielka Wstęga Orderu Gwiazdy Jerzego Czarnego (Królestwo Serbii)
- Order Orła Gruzji i Sukni Pana Naszego Jezusa Chrystusa (Dom Królewski Gruzji)

i wiele odznaczeń pomniejszych